# Luis Velasco Aragón
Luis Velasco Aragón fue un escritor y político peruano. Es considerado el principal difusor de las ideas de Manuel Gonzales Prada en el Cusco. Fue miembro del Congreso Constituyente de 1931.
Nació en el Cusco y estudió en el Colegio Nacional de Ciencias. No realizó estudios universitarios. El 23 de abril de 1923 pronunicó, en el atrio de la Catedral del Cusco, su discurso crítico "La verdad sobre el fango" en abierta crítica al Oncenio del presidente Augusto B. Leguía. Este discurso pronunciado en la presencia del entonces prefecto del Cusco Luis Ernesto Denegri le valió pasar un año en prisión. En su participación en el Congreso de Historiadores Latinoamericanos realizado en Lima en 1926 planteó por primera vez la definición del carácter revolucionario y liberador de la rebelión de Túpac Amaru II.
Velasco fue uno de los primeros intelectuales que comentó el pensamiento anarquista de Manuel Gonzales Prada e impulsó su introducción en el Cusco junto a Julio Luna Pacheco, Humberto Pacheco, Edmundo Delgado Vivanco, Roberto Latorre, Luis Yábar Palacios, Manuel Jesús Urbina y Ángel Gasco. Velasco fue el más influyente de todo este grupo y fundó el "Centro Manuel González Prada" y la sociedad de literatura anarquista "Capa y Espada" en los años 1920. Inspirado en las experiencias europeas y porteñas, volanteó panfletos anarquistas apoyando las demandas económicas de los trabajadores y la revolución social. En 1924 escribió su libro "Manuel González Prada por los más notables escritores del Perú y América" que se constituye en el primer libro de homenaje latinoamericano a González Prada.
Participó en las elecciones generales de 1931 como candidato del partido Unión Revolucionaria liderada por Luis Miguel Sánchez Cerro quien había derrocado a Leguía y fue elegido como diputado constituyente por el departamento del Cusco. Luego asumió las cátedras de Historia e Historia del Arte Peruano en la Universidad Nacional San Antonio Abad del Cusco.

#### Libros y publicaciones
- Caller, Sergio (2006). Rostros y rastros, Un caminante cusqueño en el siglo XX. Lima: Editorial del Congreso del Perú. pp. 61-66.
- Hirsch, Steven; Van der Walt, Lucien (2010). Anarchism and Syndicalism in the Colonial and Postcolonial World, 1870-1940. Boston: Leiden. ISBN 978-90-04-18849-5. ISSN 1874-6705.

- Datos: Q84322252